# 新潟県道268号越後湯沢停車場岩原線

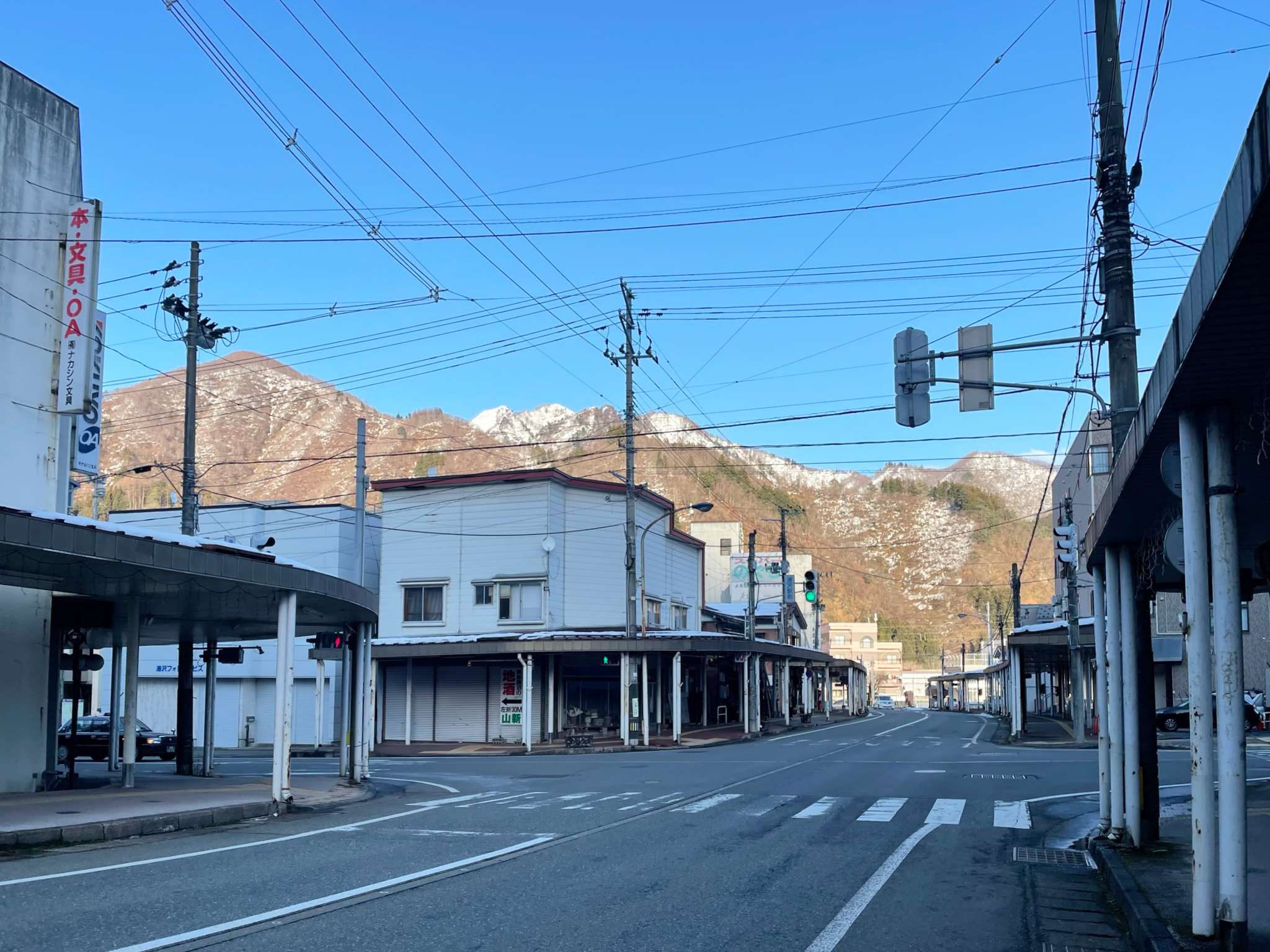
湯沢駅前交差点（2024年1月）

新潟県道268号越後湯沢停車場岩原線（にいがたけんどう268ごう えちごゆざわていしゃじょういわっぱらせん）は、新潟県南魚沼郡湯沢町内を通る一般県道である。

## 概要

### 路線データ
- 起点：越後湯沢停車場（新潟県南魚沼郡湯沢町大字湯沢字主水）
- 終点：新潟県南魚沼郡湯沢町大字土樽字幅下

## 地理

### 通過する自治体
- 新潟県南魚沼郡湯沢町

### 接続する道路
- 湯沢町道（起点：湯沢町大字湯沢字主水、「越後湯沢駅」東口）
- 新潟県道351号神立湯沢線（湯沢駅前交差点）
- 国道17号・国道353号（三国街道）（湯沢駅前交差点 - 湯沢町大字神立（「湯沢町役場」東方）で重複）（「国道17号」・「国道353号」重複区間）
- 新潟県道540号越後中里停車場線（湯沢町大字土樽字上中子、「岩原スキー場前駅」北方）
- 湯沢町道（終点：湯沢町大字土樽字幅下、「ギンレイホテル」西方）

### 周辺
- JR上越新幹線
  - 越後湯沢駅
- JR上越線
  - 越後湯沢駅 - 岩原（いわっぱら）スキー場前駅
- 関越自動車道
  - 湯沢IC/BS - 土樽PA
- 湯沢町保健医療センター
- 国土交通省 北陸地方整備局
  - 湯沢砂防事務所
  - 長岡国道事務所 湯沢維持出張所
- 湯沢町役場
- 湯沢町立湯沢中学校
- 湯沢町立湯沢小学校
- 第四北越銀行 湯沢支店
- 新潟縣信用組合 湯沢支店
- JAみなみ魚沼 湯沢支店
- 湯沢郵便局
- ショッピングセンターのぐち 本店
- 魚野川
- 越後湯沢温泉
- 湯沢高原ロープウェイ
- 湯沢高原スキー場
- 一本杉スキー場
- 岩原（いわっぱら）スキー場
- 湯沢町歴史民俗資料館「雪国館」
- 湯沢中央公園